# Oligacanthorhynchus iheringi
Espèce
Synonymes
- Echinorhynchus lagenaeformis Diesing, 1851

Oligacanthorhynchus iheringi est une espèce d'acanthocéphales de la famille des Oligacanthorhynchidae.
C'est un parasite digestif d'oiseaux du Brésil.
Il a été découvert par Travassos en 1917,.